# Columb Farrelly
Columb Farrelly (ur. 19 grudnia 1952, zm. 25 października 2008 w Tralee) – irlandzki producent muzyczny i kompozytor, który w latach 80. uzyskał znaczącą pozycję w przemyśle muzycznym dzięki współpracy z piosenkarką Sinéad O’Connor. Rodzinne miasto Farrelly'ego to Dublin.

## Ton Ton Macoute
Latem 1984 roku Farrelly poznał Sinéad O'Connor dzięki ogłoszeniu, jakie umieściła ona w magazynie Hot Press. We dwójkę dobrali kilku innych członków zespołu i stworzyli nowatorski zespół Ton Ton Macoute. Został on odebrany pozytywnie, mimo że jego brzmienie było inspirowane zainteresowaniami Farrely'ego: czarną magią, mistycyzmem i muzyką światową. Zaledwie rok później, w lutym 1985 roku, zmarła matka O'Connor. To doprowadziło do zerwania współpracy z Farrellym i resztą Ton Ton Macoute. Zespół występował przez jakiś czas w zmieniającym się składzie, jednak po jej odejściu w końcu zawiesił działalność. Farrelly zajął się różnego rodzaju pracami kompozytorskimi, między innymi do filmów dokumentalnych, fabularnych (łącznie z motywem muzycznym do serialu Fair City w RTÉ) oraz krótkometrażowych. Gdy Farrelly grał lidera zespołu w telewizyjnym dramacie The Black Knight (Czarny Rycerz), spotkał Jima Corra (późniejszego członka zespołu The Corrs), grającego rolę klawiszowca w tym samym filmie. Zespół rozpadł się na początku lat 90.

## Wytwórnia muzyczna Underscore
Zachęcany przez managera U2 Paula McGuinnessa, w 1993 roku Farrelly założył wytwórnię muzyczną Underscore, jednocześnie przejmując podupadłe Ashtown Gate Studios. W pierwszym roku po przejęciu wyprodukował płytę tria The Pale, będącego pierwszym irlandzkim zespołem występującym na żywo z podkładem muzycznym. Pierwsza produkcja  zespołu w Underscore, Why Go Bald, wywołała spore zainteresowanie za granicą i zainicjowała walkę wytwórni płytowych o podpisanie kontraktu z The Pale. Farrelly skierował ich do A&M Records i nadal kierował, produkował i wspólnie z zespołem pisał teksty. The Pale koncertowali w Wielkiej Brytanii, Europie, Japonii i Stanach Zjednoczonych i osiągnęli spory sukces na listach przebojów dzięki utworom: Butterfly czy Dogs with No Tails. Farrely otrzymał nagrodę producenta roku od Smithwicks/Hotpress za płytę "Here’s One We Made Earlier".
Współpraca Farrelly'ego z Microsoftem zaowocowała wieloma ścieżkami dźwiękowymi do produktów tej firmy, w tym edukacyjną płytą Ancient Lands. W tym celu w 1995 roku Farrelly założył Undercore Multimedia. Później opuścił wytwórnię muzyczną, przeszedł na emeryturę i przeprowadził się do odległego hrabstwa Kerry, żeby dalej komponować i nagrywać.

## Kariera w ostatnich latach
Pracując dla producentów filmowych, Farrelly zaczął pisać trylogię filmów krótkometrażowych, które miały swoje premiery w latach 2000 do 2004: Of Noble Blood, Vicious Circle oraz What If? (w wytwórni Bootstrap Films). Farrelly pracował nad pełnometrażowym scenariuszem pod patronatem The Irish Film Board. 
W tym okresie współpraca muzyczna Farrelly'ego z producentem i reżyserem Brendanem Culletonem (z Akajava Films) zaowocowała produkcjami do filmów dokumentalnych po irlandzku, między innymi An Bothar Fada (Długa droga), The Shamrock and the Swastika (Koniczyna i swastyka) oraz Diarmuid and Strongbow. W 2003 roku zaczął okazyjnie pojawiać się na scenie z zespołem The Fortyfoot Gentlemen.
Columb Farrelly zmarł 25 października 2008 roku po krótkiej chorobie.